# Nemocnice svatého Jana Křtitele
Nemocnice svatého Jana Křtitele je budova v Sitges (Garraf) zahrnutá v soupisu architektonického dědictví Katalánska. Nyní je zde knihovna.

## Popis
Nemocnice je samostatně stojící objekt skládající se z přízemí a suterénu. Má dvě křídla, kapli a infekční oddělení. Střechy jsou kachlové, s vystupujícími okapy.
Budova byla postavena v modernistickém stylu, zatímco kaple je v podstatě novorománská, ačkoli jsou začleněny modernistické prvky (kombinace kamene a cihel, využití keramiky, zvonice s balkonem).

## Historie
Bývalá nemocnice z počátku 14. století byla získána roku 1910 Američanem Charlesem Deeringem s cílem vybudovat muzeum Maricel. Stavba nové nemocnice byla financována charitou. Práce proběhly podle projektu architekta Josepa Fonty, na místě známém jako La Pedrera. Kaple byla slavnostně otevřena 24. června 1914 a obsahuje oltář z 16. století.

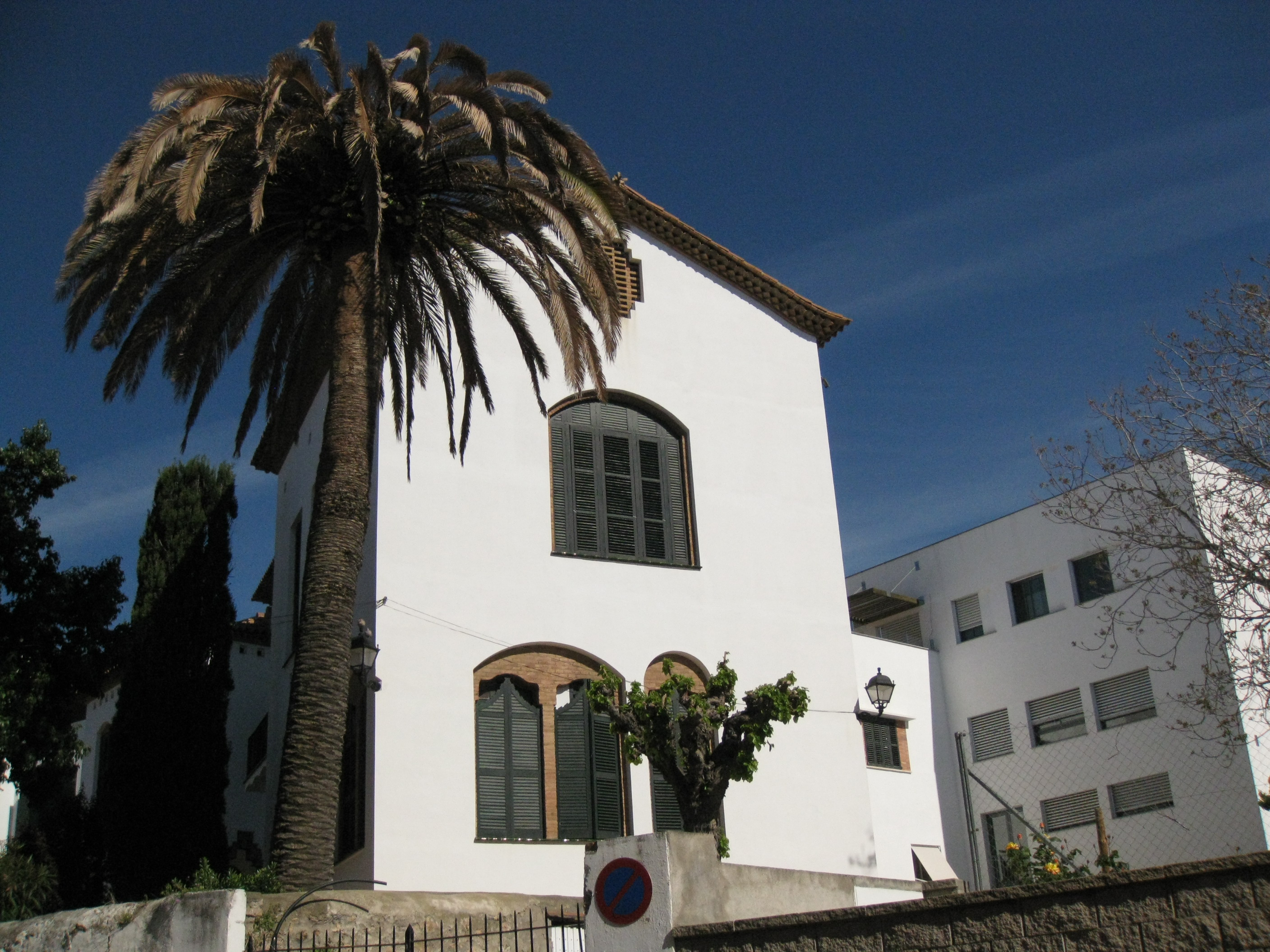
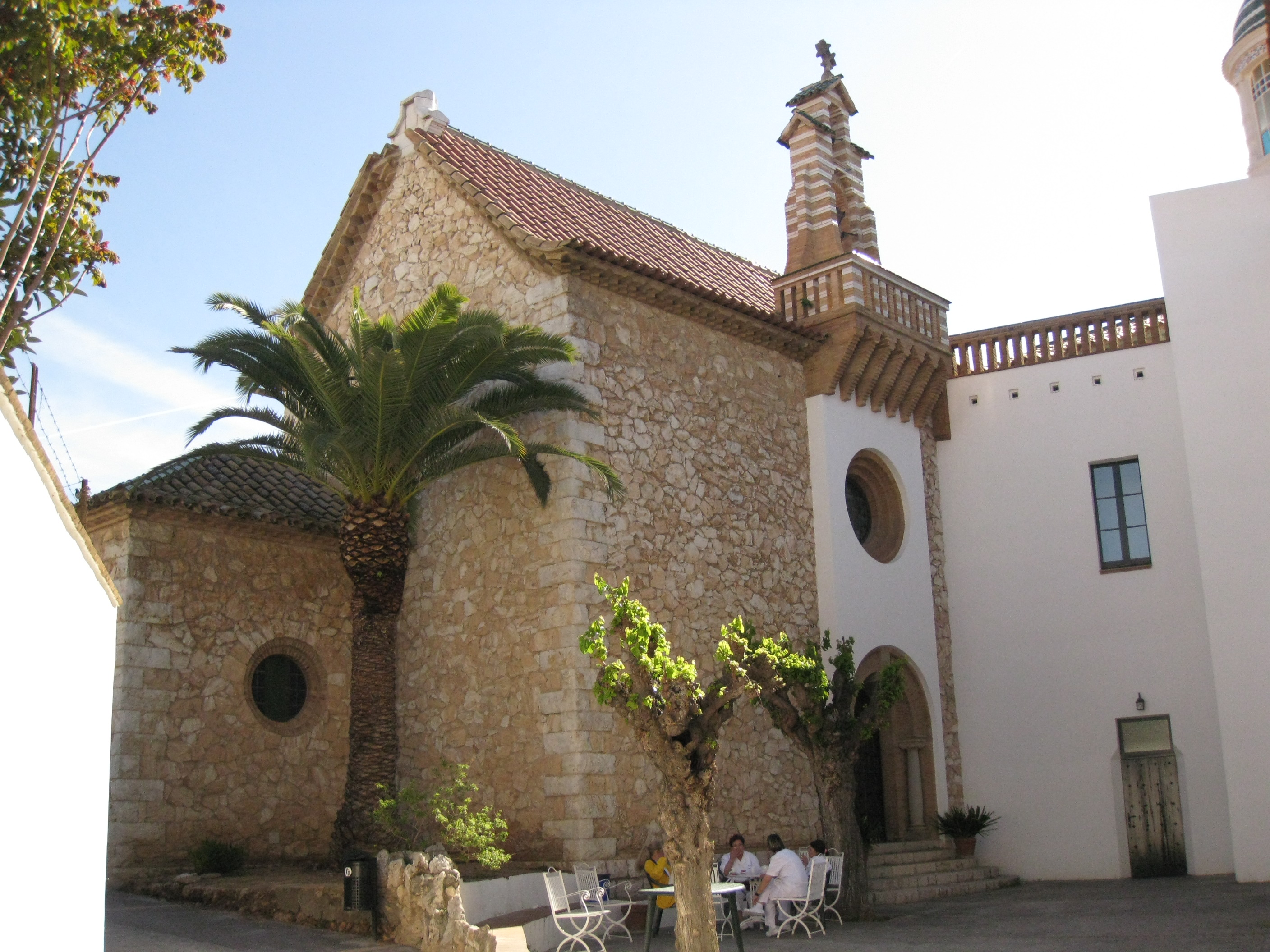
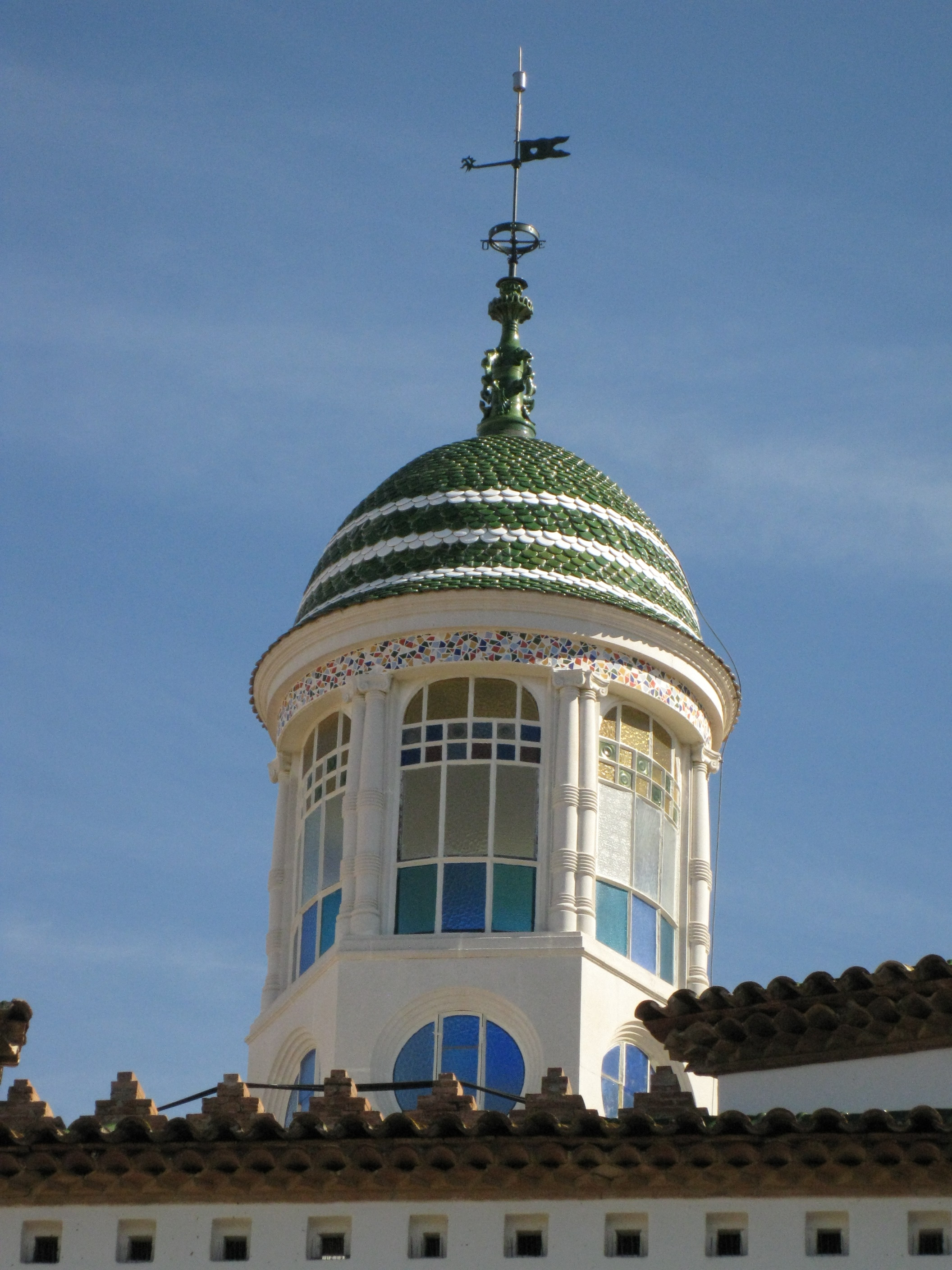